# Annual Review of Cell and Developmental Biology
Annual Review of Cell and Developmental Biology – recenzowany periodyk naukowy ukazujący się raz w roku i publikujący prace przeglądowe z dziedziny biologii komórki i biologii rozwojowej. Został założony w 1985 roku i jest wydawany przez Annual Reviews.
Impact factor czasopisma za rok 2015 wyniósł 12,755, co dało mu:
- 1. miejsce wśród 41 czasopism w kategorii „biologia rozwojowa”,
- 12. miejsce na 187 czasopism w kategorii „biologia komórki”.

Na polskiej liście czasopism punktowanych przez Ministerstwo Nauki i Szkolnictwa Wyższego z 2015 roku „Annual Review of Cell and Developmental Biology” przyznano maksymalną liczbę punktów – 50.